# The Danforth
The Danforth – grecka dzielnica kanadyjskiego miasta Toronto. Nazwy tej używa się głównie w odniesieniu do obszaru położonego wzdłuż Dandorth Avenue, między Broadview Ave. i Pape Ave. Jej nazwa pochodzi od nazwiska architekta Asy Danfortha, który zaprojektował też Queen Street i Kingston Road.
Obszar ten znany był z greckich restauracji i sklepów już w 1910 roku, jednak główne fale emigracji greckiej przybywały do Kanady w latach powojennych i osiedlały się często na tym obszarze, niedaleko centrum miasta, na wschód od Don River. Jest to jedno z największych skupisk Greków na świecie (ponad 130.000), po Melbourne największe poza ojczystym krajem. Premier Grecji, Andreas Papandreaou, zanim objął to stanowisko, wykładał przez wiele lat ekonomię na jednym z tutejszych uniwersytetów.
W lecie, na początku sierpnia, na ulicy odbywa się festiwal muzyki, kultury, tradycji i przede wszystkim kuchni greckiej – to Krinos Foods Taste of the Danforth. Przez cały weekend część ulicy jest zamykana dla ruchu i zalewana przez tłumy mieszkańców i turystów. Uczestniczy w nim ponad milion osób. Ten festiwal w ostatnich latach stał się jednym z najbardziej popularnych w mieście.